# إبراهيم آباد جديد (مقاطعة فهرج)
إبراهيم‌آباد جديد (بالفارسية: ابراهیم‌آباد جدید) هي قرية تقع في ناحية نغين كوير في إيران. يقدر عدد سكانها بـ 458 نسمة .